# Johnny Marr
Johnny Marr (* John Martin Maher; 31. října 1963) je anglický hudebník, zpěvák a skladatel. V letech 1982–87 byl skladatelem – spolu s Morrisseym – a kytaristou The Smiths, anglické rockové kapely z Manchesteru. Kritika je označila za nejdůležitější kapelu alternativního rocku před vzestupem britské nezávislé hudební scény osmdesátých let.
Marr byl také členem skupin Electronic, alternative dance superskupiny, kterou založil s Bernardem Sumnerem, zpěvákem a kytaristou New Order; The The, anglické hudební a multimediální kapely; Modest Mouse, americké indie rockové kapely; a The Cribs, anglické tříčlenné indie rockové kapely z Yorkshireu.
V roce 2015 hrál v písni „Heisenberg“ z alba Joyland anglického kytaristy Chrise Speddinga.

## Diskografie
Sólová alba
- The Messenger (2013) [UK Chart #10]
- Playland (2014)
- Call the Comet (2018)